# شرف الدين صابونجي أوغلي
شرف الدين صابونجي أوغلي (1385 ـ 1468) هو طبيب وجرّاح عثماني. بدأ اهتمامه بالطب في السابعة عشرة من عمره، وعمل في بيمارستان دار الشفاء في أماسية، التي كان كبيرًا لأطبائها لنحو أربعة عشر عامًا. له مرجع جراحي مصور يعد من أوائل الأطالس الجراحية في التاريخ.